# Хрусталёв, Борис Михайлович
Борис Михайлович Хрусталев (род. 21 июля 1947, Гомель) — белорусский учёный в области машиностроения. Академик Национальной академии наук Белоруссии (2009; член-корреспондент с 2004 года), доктор технических наук (1998), профессор (1991). Заслуженный работник образования Республики Белоруссия (1995). Научный координатор Государственной программы фундаментальных исследований «Строительство и архитектура», заместитель председателя Совета ректоров высших учебных заведений Республики Белоруссия, член Национального Олимпийского Комитета Белоруссии. Почётный профессор Гродненского государственного университета имени Янки Купалы (2009).

## Биография
В 1970 году окончил Белорусский политехнический институт. С 1976 г. работал в Белорусском политехническом институте ассистентом, в 1983—1998 гг. — заведующий кафедрой, в 1987—1997 гг. — проректор по учебной работе. В 1997—2000 гг. — первый заместитель Министра образования Республики Беларусь. В 2000—2017 гг. — ректор Белорусского национального технического университета. В 2004—2008 гг. — заместитель председателя Постоянной комиссии Совета Республики Национального собрания Республики Беларусь по образованию, науке, культуре и гуманитарным вопросам. С 2017 года — заведующий кафедрой «Теплогазоснабжение и вентиляция» Факультета энергетического строительства БНТУ.

## Научный и практический вклад
Научные работы в области теории аэродинамики дисперсных потоков, методологии проектирования аппаратов и систем, позволяющих использовать ресурсосберегающие технологии очистки вентиляционных выбросов, методов проектирования и расчета сушильных систем, создание необходимого микроклимата для жизнедеятельности человека и необходимых параметров для обеспечения качественного проведения технологического процесса на предприятиях машиностроительной, строительной и других отраслей. Под его научным руководством созданы высокопроизводительные автоматизированные системы пневмотранспорта материалов, машин и аппараты для очистки технологических выбросов, ресурсосберегающие экологически чистые технологии в машиностроении и строительстве.
Автор более 150 научных работ, в том числе, 3 монографий, 3 учебников, 10 изобретений.

## Основные работы
- Клячко, Л. С. Пневматический транспорт сыпучих материалов / Л. С. Клячко, Э. Х. Одельский, Б. М. Хрусталев; под ред. Бы. М. Смольского. — Минск : Наука и техника, 1983. — 216 с.
- Тепло — и массообмен : учебное пособие для студентов", обеспечивающих получение высшего образования по строит., энергет. и машиностроит. специальностям : в 2 ч. / Б. М. Хрусталев [и др.]; под общ. к ней. А. П. Несенчука. — Минск : БНТУ, 2007. — Ч. 1. — 606 с.
- Тепло — и массообмен : учебное пособие для студентов", обеспечивающих получение высшего образования по строит., энергет. и машиностроит. специальностям : в 2 ч. / Б. М. Хрусталев [и др.]; под общ. к ней. А. П. Несенчука. — Минск : БНТУ, 2007. — Ч. 2. — 273 с.
- Теплоснабжение и вентиляция : курсовое и дипломное проектирование : [учебное пособие для вузов по специальностям «Теплогазоснабжение и вентиляция», «Теплогазоснабжение, вентиляция и охрана воздушного бассейна»] / Б. М. Хрусталев [и др.] — 3-е изд., испр. и доп. — Москва : Издательство АСВ, 2008. — 783 с.
- Хрусталев, Б. М. Вентиляция : [учебное пособие по специальности «Санитарно-техническое оборудование зданий» для средних учебных заведений] / Б. М. Хрусталев, В. П. Пилюшенко. — Минск : Технопринт, 1997. — 161 с.
- Хрусталев, Б. М. Охрана воздушного бассейна от загрязнений : [учебное пособие по дисциплинам «Основы экологии и охрана окружающей среды» и «Очистка вентиляционных выбросов и ресурсосбережение» для специальности 29.07 — «Теплогазоснабжение, вентиляция и охрана воздушного бассейна»] / Б. М. Хрусталев, Э. В. Сенькевич. — Минск : БПИ, 1991. — 96 с.
- Хрусталев, Б. М. Пневматический транспорт / Б. М. Хрусталев. — Минск : Информационная служба недвижимости, 1998. — 451 с.
- Хрусталев, Б. М. Русско-белорусский словарь по инженерно-техническому оборудованию, системам и процессам ; Белорусско-русский словарь по инженерно-техническом оборудовании, системах и процессах : [около 14 000 терминов] / Б. М. Хрусталев, М. Г. Пшоник М. Г. — Минск : Белорусская наука, 2009. — 699 с.
- Хрусталев, Б. М. Техническая термодинамика : в 2 ч. / Б. М. Хрусталев, А. П. Несенчук, В. Н. Романюк. — Минск : Технопринт , 2004.